# Pontey
Pontey – miejscowość i gmina we Włoszech, w regionie Dolina Aosty.
Według danych na styczeń 2009 gminę zamieszkiwały 823 osoby przy gęstości zaludnienia 51,5 os./1 km².